# Hiring a Gem
Hiring a Gem è un cortometraggio muto del 1910. Il nome del regista non viene riportato nei credit.

## Produzione
Il film fu prodotto dalla Essanay Film Manufacturing Company.

## Distribuzione
Il film - un cortometraggio di 189 metri - uscì nelle sale cinematografiche USA il 19 ottobre 1910. Nelle proiezioni, veniva programmato con il sistema dello split reel, accorpato in un'unica bobina con un altro cortometraggio prodotto dall'Essanay, la commedia Hank and Lank: Uninvited Guests.